# Mendeleevita-(Nd)
La mendeleevita-(Nd) és un mineral de la classe dels silicats, descrit el 2017 en una mostra obtinguda en una serralada de Tadjikistan, a la glacera Darai-Pioz, per Atali A. Agakhanov i col·laboradors. El seu nom honra el químic rus Dmitri Mendeléiev, autor de la taula periòdica.

## Característiques
La mendeleevita-(Nd) és un mineral rar, de fórmula Cs₆[(Nd,REE)23Ca₇](Si70O175)(OH,F)19(H₂O)16, pertany a la classe dels silicats i en la seva composició en destaca la presencia de cations de neodimi i de cesi. És transparent, amb índex de refracció 1,582, sense coloració o amb color marró clar, ratlla blanca i llustre vitri. La seva duresa es troba entre 5,0 i 5,5. Els seus cristalls són cúbics. És semblant a la mendeleevita-(Ce).